# Віленський край
Ві́ленський край, Вільнюський край, Віленщина (лит. Vilniaus kraštas, пол. Wileńszczyzna, біл. Віленшчына) — східна та південно-східна частина Литви з Вільнюсом, до 1939 належала Польській Республіці, що відрізняється особливостями національного складу населення і його політичними та культурними орієнтаціями.

## Історія

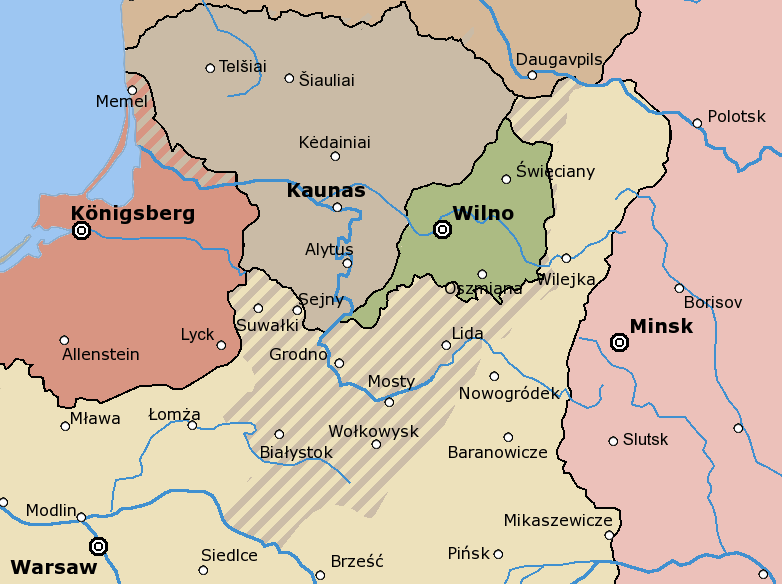
Серединна Литва і території, на які претендувала Литва

Німецькі війська, які виводилися з територій, зайнятих під час Першої світової війни та за Брестським миром, наприкінці грудня 1918 залишили Віленщину і околиці. На початку січня ці території, включаючи Вільно (5 січня), зайняла Червона Армія, опір якій слабкі місцеві польські збройні формування чинити не могли. В ході радянсько-польської війни польські війська зайняли Вільно 19—21 квітня 1919. За радянського наступу у липні 1920 край знову займають червоні частини.
У радянсько-литовських переговорах із травня 1920 умовою, що визначала східні та південно-східні кордони Литви, була спочатку її військова співпраця у війні проти Польської Республіки, потім, із погіршенням воєнної ситуації, — її нейтралітет. 12 липня 1920 у Москві було підписано договір про мир між РСФРР і Литвою, який визнавав державну незалежність Литви у кордонах колишньої Ковенської губернії, частини Віленської, Гродненської, Сувальської губерній, включаючи Відзи, Вільно, Ошмяни, Ліду, Щучин, Гродно. Договір набирав чинності 14 жовтня. Однак вже 26 серпня 1920 Вільно було передано владі Литви. Інші місцевості, які відходили за радянсько-литовським договором до Литви, також поспішно передавалися під контроль литовської адміністрації перед лицем польського наступу після «чуда на Віслі». 
Зі вторгненням у серпні 1920 польських частин на території, на які претендувала Литва, польські війська зіткнулися з литовськими частинами. Рада Ліги Націй 20 вересня прийняла рекомендацію, що підтверджувала як східний кордон Польської Республіки «лінію Керзона», на захід від якої простягалися землі з переважаючим польським населенням, на схід — території з переважанням непольського (литовського, білоруського, українського) населення, і запропонувала Польщі рахуватися з нейтралітетом території Литви зі східного боку лінії. Литва та Польська Республіка офіційно прийняли цю рекомендацію. Під тиском Ліги Націй в останніх числах вересня 1920 в Сувалках почалися польсько-литовські переговори. 7 жовтня було підписано угоду, котра розмежувала польську і литовську зони. Відповідно до договору Вільно та території, що до нього прилягали, опинялися на литовському боці демаркаційної лінії. Договір мав набути сили 10 жовтня 1920.
За два дні до набрання чинності Сувальським договором за негласним розпорядженням Юзефа Пілсудського польські частини під командуванням генерала Люціана Желіговського, імітуючи непідкорення верховному командуванню, почали наступ і зайняли Вільно (9 жовтня) та Віленський край. Зайняті території були оголошені державою Серединна Литва, тимчасово керованою Верховним головнокомандувачем і Тимчасовою урядовою комісією. Вибори, проведені 8 січня 1922, сформували представницький орган населення Серединної Литви — Віленський сейм. Сейм 20 лютого 1922 більшістю голосів прийняв резолюцію про включення Віленського краю до складу Польської республіки. 22 березня 1922 Установчий сейм у Варшаві прийняв Акт возз'єднання Віленського краю з Польською Республікою. У квітні 1922 Віленський край увійшов до складу Польщі.
Однак Литва не відмовлялася від прав на Вільнюський край та вела за нього активну пропагандистську і дипломатичну боротьбу. Лише в 1938, коли Литва після збройних інцидентів на кордоні і ультиматуму Польської Республіки була вимушена погодитися з відновленням дипломатичних відносин, були відкриті кордони і поновлено сполучення. 
Зі вторгненням у вересні 1939 радянських військ на територію Польської Республіки Віленський край було спочатку передано Білоруській РСР. За Договором про передачу Литовській Республіці міста Вільно та Віленської області і про взаємодопомогу між Радянським Союзом і Литвою від 10 жовтня 1939 частину Віленського краю було передано Литві. Ця частина становила територію у 6 909 км² з 490 тис. жителів. 
Після окупації та анексії Литви Радянським Союзом до Литовської РСР у жовтні 1940 року відійшла додаткова територія площею 2 637 км². 